# Streptocarpus brevistamineus
Streptocarpus brevistamineus är en tvåhjärtbladig växtart som beskrevs av Jean-Henri Humbert. Streptocarpus brevistamineus ingår i släktet Streptocarpus och familjen Gesneriaceae. Inga underarter finns listade i Catalogue of Life.